# 걸☆건
《걸☆건》은 일본 개발사 인티 크리에이츠가 제작한 레일 슈팅 미소녀 게임이다. 일본 가상의 학원을 배경으로 주인공 모테스기 텐조를 조종해, 여학생들을 '페로몬 샷'으로 격추시키고 시간 안에 4명의 여주인공들을 찾는 것이 목표이다.
2011년 알케미스트가 배급해 엑스박스 360용으로 먼저 출시됐으며, 플레이스테이션 3판은 2012년에 발매됐다. 2021년에 리마스터판이 《걸☆건 리턴즈》라는 제목으로 닌텐도 스위치 및 마이크로소프트 윈도우로 전세계 동시출시됐다.

## 여파
2015년 8월 6일, 일본서 후속작 《걸 건: 더블 피스》가 플레이스테이션 4 및 플레이스테이션 비타용으로 출시됐다.
인티 크리에이츠가 제작한 《푸른 뇌정 건볼트》의 8비트 화풍 외전작 《마이티 건볼트》에서는 이 게임의 여주인공 에코로가 플레이어 캐릭터로서 등장한다.

## 내용주
1. ↑  일본어: ぎゃる☆がん, 영어: Gal Gun
2. ↑  일본어: ぎゃる☆がん りたーんず, 영어: Gal Gun Returns